# Hypolispa
Hypolispa is een geslacht van vlinders van de familie visstaartjes (Nolidae), uit de onderfamilie Chloephorinae.

## Soorten
- H. leucopolia Turner, 1926